# Brian Robinson (ciclista)
Brian Robinson (Mirfield, 3 novembre 1930 – 25 ottobre 2022) è stato un ciclista su strada e pistard britannico, professionista dal 1953 al 1963.
Vinse il Critérium du Dauphiné nel 1961 e due tappe al Tour de France. Robinson fu il primo ciclista britannico a riuscire nell'impresa di vincere una tappa al Tour de France, e in generale capace di vincere una frazione di un Grande giro, e di concludere la Grande Boucle (in concomitanza con Tony Hoar)
Nel 2009 è stato inserito nella British Cycling Hall of Fame.
Sua figlia Louise Robinson è stata una ciclocrossista, vincitrice della medaglia d'argento ai Campionati del mondo di ciclocross nel 2000.

## Carriera
Dopo aver fatto parte della nazionale britannica impegnata ad Helsinki ai Giochi della XV Olimpiade, Robinson matura la decisione di passare professionista. Nel 1955 ottiene un quarto posto alla Freccia Vallone e partecipa al suo primo Tour de France con la selezione britannica, era dai tempi di Charlie Holland e Bill Burl, che presero parte ritirandosi al Tour de France 1937, che dei ciclisti britannici non prendevano parte alla Grande Boucle. Robinson e Tony Hoar saranno gli unici di quella nazionale a concludere la grande corsa a teppe francese, rispettivamente al ventinovesimo e sessantanovesimo posto.
Nel 1956 prese parte, a maggio, con la selezione Svizzera-Misti, alla Vuelta a España chiudendo all'ottavo posto nella classifica generale, mentre a giugno fu nono al Tour de Suisse.
Al Tour de France non prese parte la nazionale britannica ma Robinson riuscì ugualmente a partire ottenendo un posto nella selezione Lussemburgo-Mista, di cui faceva parte anche un giovane Charly Gaul. Chiuderà quattordicesimo nella classifica generale con un terzo posto nella prima tappa, la Reims-Liegi, preceduto da André Darrigade e Fritz Schär.
Cominciò a riscuotere una certa fama a partire dalla stagione successiva, cogliendo buone prestazioni in brevi corse a tappe, fu infatti un quarto nel Tour de Luxembourg e ottavo alla Parigi-Nizza, riuscì anche a vincere due corse e ad ottenere il podio nella Milano-Sanremo. Nella Classicissima si inserì nella fuga che sul finale di gara si giocò la vittoria e che venne regolata dallo spagnolo Miguel Poblet.
Nel 1958 entrò nella storia del ciclismo britannico riuscendo ad aggiudicarsi la settima tappa del Tour de France, la Saint-Brieuc-Brest, battendo in una volata finale a due l'italiano Arrigo Padovan. Robinson sarà capace di ripetere il successo nel Tour dell'anno dopo, nella ventesima tappa la Annecy-Chalons sur Saône, al termine di una fuga solitaria, singolarmente a regolare il gruppo, giunto a oltre un quarto d'ora, sarà proprio Padovan.
Nel 1961 conquistò il Critérium du Dauphiné diventando anche in questo caso il primo britannico a riuscirci.
Graeme Fife gli dedicò un libro nel 2010 intitolato "BRIAN ROBINSON: PIONEER: The Story of Brian Robinson, Britain's First Tour de France Hero".

## Palmarès
- 1951 (dilettanti)

1ª tappa Dublin-Galway-Dublin
Classifica generale Dublin-Galway-Dublin
- 1952

Campionati britannici, Prova in salita
- 1954

6ª tappa Tour d'Europe
- 1955

Tour of the Pennines - Ripponden
- 1957

Grand Prix de Nice
4ª prova Grand Prix de Forteresse
Classifica generale Grand Prix de Forteresse
- 1958

7ª tappa Tour de France
5ª tappa Tour du Sud-Est
- 1959

20ª tappa Tour de France
- 1960

3ª tappa Grand Prix du Midi Libre
2ª tappa Tour de l'Aude
- 1961

3ª tappa Critérium du Dauphiné
Classifica generale Critérium du Dauphiné
2ª tappa Circuit des Monts d'Auvergne

### Altri successi
- 1958

Classifica scalatori Parigi-Nizza
Inseguimento di Guecho (con Jacques Anquetil)
Omnium di Guecho (con Jacques Anquetil)
- 1961

2ª tappa, 2ª semitappa Critérium du Dauphiné (Cronosquadre)

## Piazzamenti

### Grandi Giri
- Tour de France

1955: 29º
1956: 14º
1957: ritirato
1958: ritirato
1959: 19º
1960: 26º
1961: 53º
- Vuelta a España

1956: 8º
1959: ritirato

### Classiche monumento
- Milano-Sanremo

1955: 60º
1956: 59º
1957: 3º
- Parigi-Roubaix

1958: 35º

### Competizioni mondiali
- Campionati del mondo di ciclismo su strada

Franscati 1955 - In linea ritirato
Copenaghen 1956 - In linea: ritirato
Waregem 1957 - In linea: 16º
Remis 1958 - In linea: 23º
Karl-Marx-Stadt 1960 - In linea: 10º
Berna 1961 - In linea: ritirato
Salò 1962 - In linea: ritirato
- Giochi olimpici

Helsinki 1952 - In linea: 27º
Helsiniki 1952 - Cronosquadre: 11º